# NGC 3609
NGC 3609 is een spiraalvormig sterrenstelsel in het sterrenbeeld Leeuw. Het hemelobject werd op 18 maart 1869 ontdekt door de Russische astronoom Otto Wilhelm von Struve.

## Synoniemen
- UGC 6310
- MCG 5-27-43
- ZWG 156.50
- PGC 34511